# World Order (Buch)

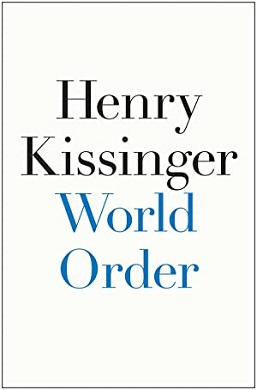
Buchcover „World Order“ von Henry Kissinger

World Order ist ein englischsprachiges Buch über internationale Beziehungen, das von dem Politikwissenschaftler und Politiker Henry Kissinger geschrieben wurde und am 9. September 2014 bei Penguin Books erschien.

## Zusammenfassung
In World Order erklärt Kissinger vier Systeme der historischen Weltordnung: den Westfälischen Frieden, der im Europa des 17. Jahrhunderts entstand, die zentrale Imperiumsphilosophie Chinas, den religiösen Suprematismus des politischen Islam und den demokratischen Idealismus der Vereinigten Staaten. Kissingers Ziel ist es, einen Einblick in den heutigen umstrittenen Rahmen der internationalen Ordnung zu geben.

## Rezeption
Die The New York Times lobte das Buch mit den Worten: „Sein Schreiben funktioniert wie ein starkes Zoomobjektiv, das sich öffnet, um uns einen Überblick über größere historische Trends und Muster zu geben, und sich dann auf kleine Details und Anekdoten konzentriert, die seine Theorien anschaulich illustrieren.“
Das Buch wurde unter anderem von Hillary Clinton, dem Wall Street Journal, Time, der Los Angeles Times und The Guardian positiv bewertet.